# デイサイト

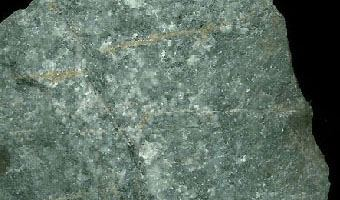
デイサイト

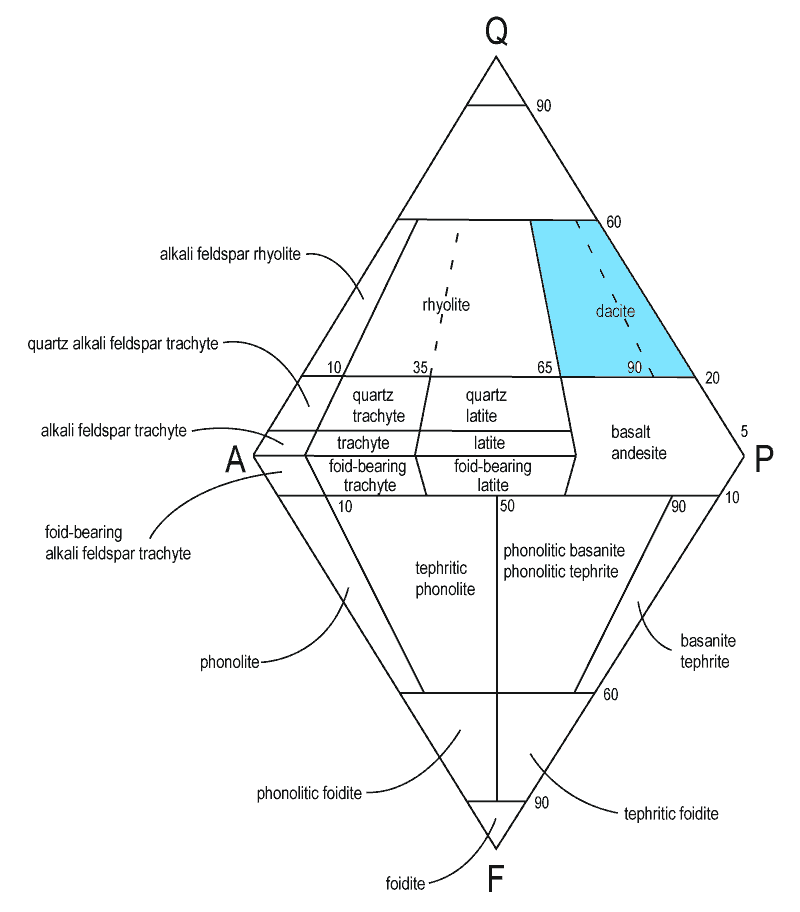
火山岩のQAPF図
Q：石英、A：アルカリ長石、P：斜長石、F：準長石

デイサイト（英語: dacite）は、火山岩の一種。深成岩の花崗閃緑岩に対応する。過去には「石英安山岩」と呼ばれていたが、成分的にデイサイトであっても石英結晶を含まないものもあり、また現在では安山岩よりも流紋岩に近いという考え方が主流であることから、「石英安山岩」の名称は使われなくなった。
火山岩は岩石全体の成分（特にSiO2の比率）で分類され、デイサイトはSiO2が63 - 70%でアルカリ成分の少ないもの。通常は斑状組織を持つ。色は白っぽいことが多いが、噴出条件や結晶度などにより多様である。
斑晶および石基として、有色鉱物である黒雲母・角閃石・輝石、無色鉱物である斜長石・石英等を含む。